# 顶芒野青茅
顶芒野青茅（学名：Deyeuxia nepalensis）为禾本科野青茅属下的一个种。其种加词“nepalensis”意为“尼泊尔的”。
现接受名为Calamagrostis staintonii G.Singh, 1984）。